# Peter Lind
Peter Lind (født 1961 i København) er en dansk billedkunstner og fotograf.
Han studerede på filmskolen Istituto di Scienze Cinematografiche e Audiovisive i Italien 1983 og Filmvidenskab på Københavns Universitet 1984.
Peter Linds arbejder er baseret på dokumentariske observationer og befinder sig i et krydsfelt  imellem koncept fotografi, installation og fortælling.  Han har udstillet i Australien, Argentina, Danmark, England, Frankrig, Grækenland, Italien, Polen, Sverige, Tyskland, USA, Vietnam.
Peter Linds arbejder er repræsenteret i følgende offentlige samlinger: Museet for Fotokunst ,Det Kongelige Bibliotek / Det Nationale Fotomuseum, Statens Kunstfond  .

## Artikler
- Katalog (tidsskrift) vol. 27, no. 1 2016, "Reverse Engineering the Archive - Peter Lind’s archival projects" af Peter Alexander van der Meijden.
- Weekendavisen 17 juni 2016. “Skuelyst” af Mette Sandbye.